# Принс-стрит (линия Бродвея, Би-эм-ти)
|   |     |     |     |     |   |
| · | · л | · э | · э | · л | · |

|   |     |     |     |     |   |
| · | · л | · э | · э | · л | · |

«Принс-стрит» (англ. Prince Street) — станция Нью-Йоркского метрополитена, расположенная на линии Бродвея, Би-эм-ти. Станция находится в Манхэттене, в округе Гринвич-Виллидж, на пересечении Бродвея с 8-й улицей. На станции останавливаются маршруты: N (ночью и в выходные), Q (ночью), R (круглосуточно, кроме ночи) и W (в будни днём и вечером до 23:00). Станцию проходят без остановки маршруты N (в будни днём и вечером) и Q (круглосуточно, кроме ночи).
Станция представлена двумя боковыми платформами, расположенными на четырёхпутном участке линии. Выход был сконструирован без мезонина, поэтому перехода между платформами нет. Название станции представлено как в виде мозаики на стенах, так и в виде стандартных чёрных табличек на колоннах. Лифтами не оборудована. Открыта в составе первой очереди линии BMT Broadway Line — 4 сентября 1917 года. Эта станция, как и многие другие на линии BMT Broadway Line, дважды претерпела реконструкцию: в конце 1970-х и в 2001 году.
Южнее станции линия разветвляется, продолжаясь через две станции Канал-стрит, связанные пересадкой. При этом экспресс-пути поворачивают на восток и идут в Бруклин через южную сторону Манхэттенского моста (маршруты N в выходные и Q ночью), а локальные продолжаются прямо и приходят в Бруклин более длинной дорогой, через Нижний Манхэттен и тоннель Монтегью-стрит (маршруты: N ночью, R круглосуточно, кроме ночи, и W в будни днём и вечером до 23:00). Между локальными и экспресс-путями имеются перекрёстные съезды к югу от станции.

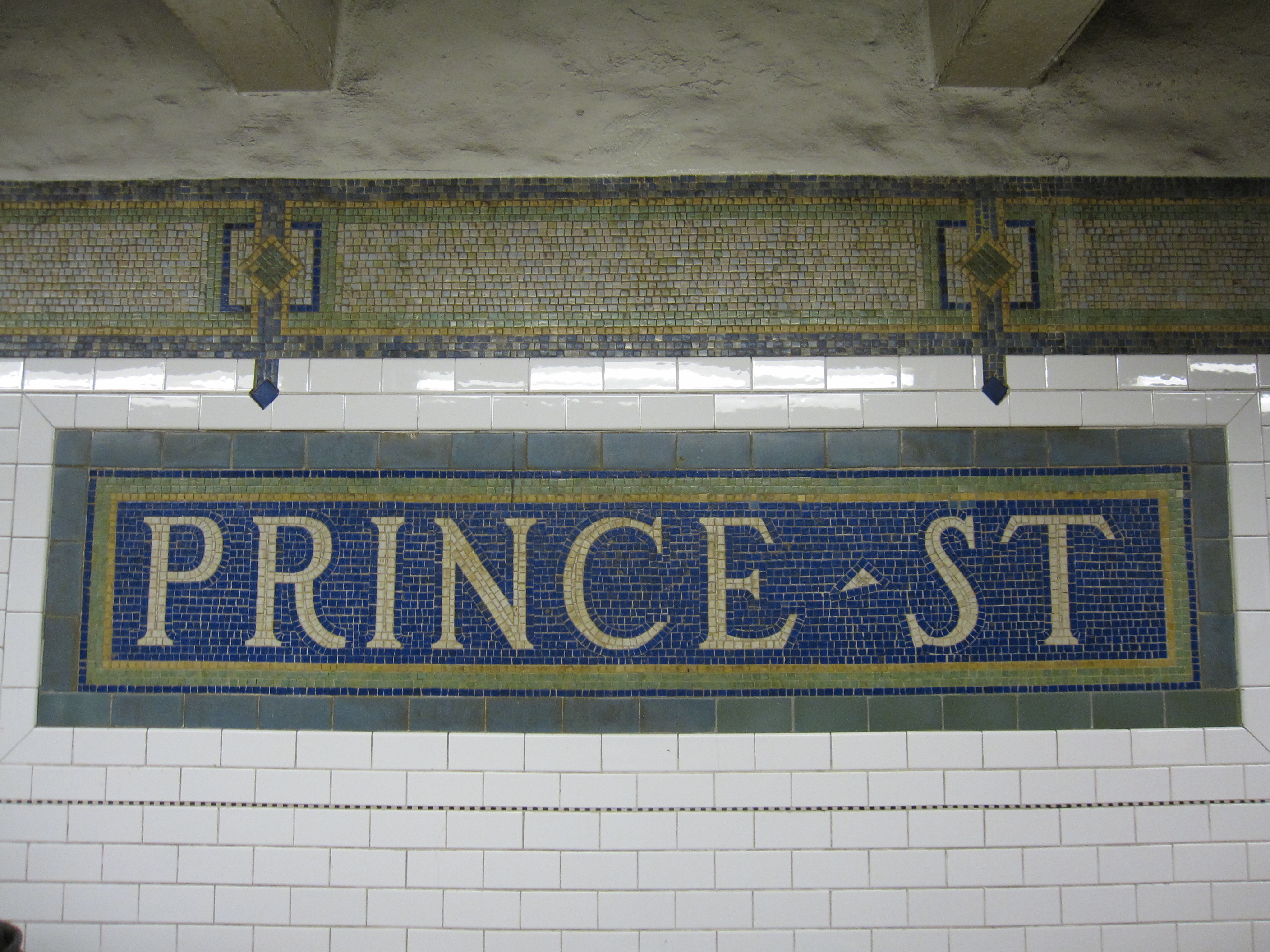
Мозаика с названием станции
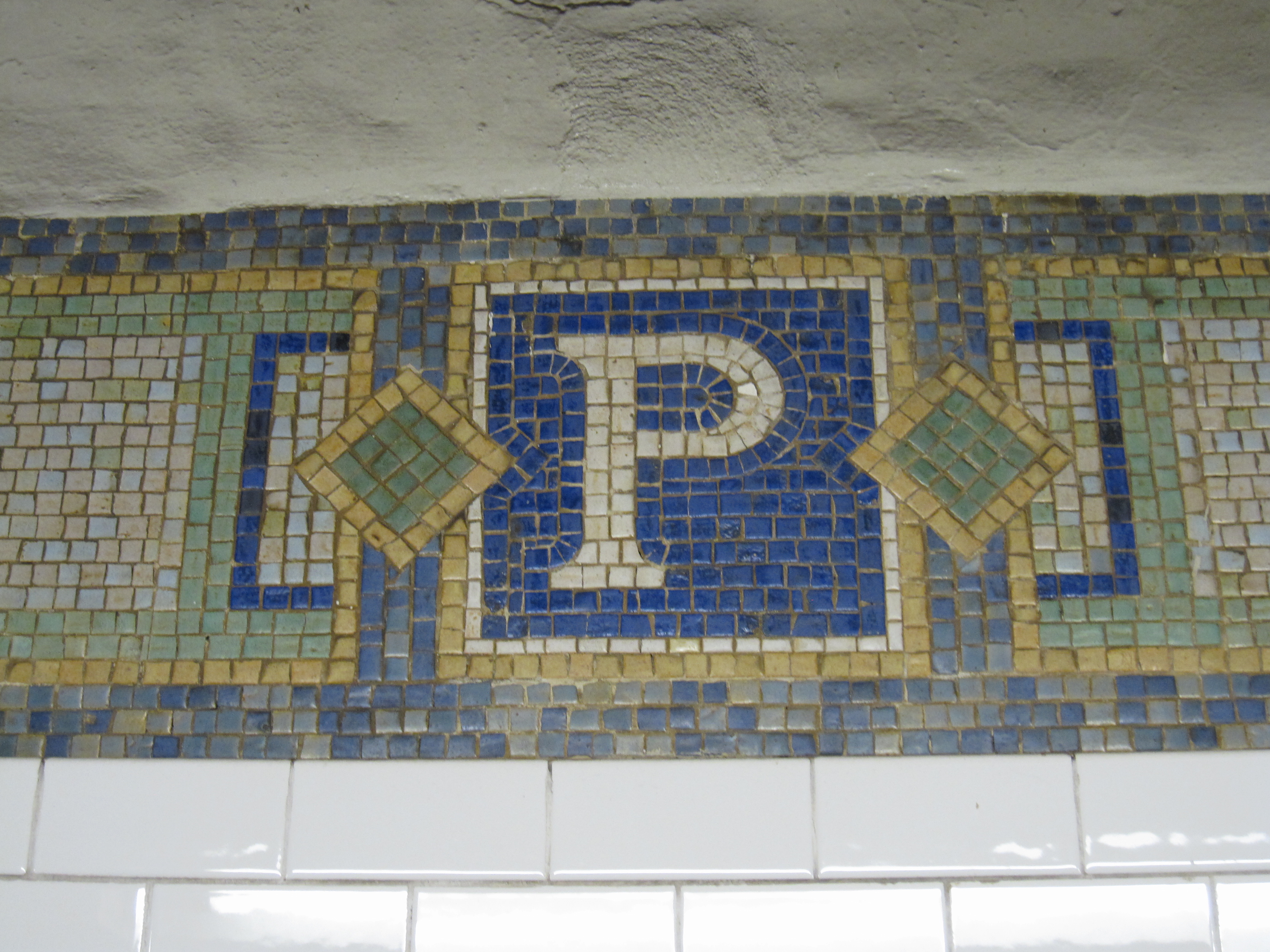